# Шварценберг, Элеонора фон
Элеонора фон Шварценберг (нем. Eleonore von Schwarzenberg; 20 июня 1682, Мельник — 5 мая 1741, Вена) — представительница чешской дворянской династии Лобковицев по рождению и франконского дворянского рода Шварценбергов по замужеству.

## Биография
Принцесса Элеонора Елизавета Амалия Магдалена Лобковиц была дочерью принца Фердинанда Августа Лобковица (1655—1715), герцога Сагана, и его второй жены, Маргравины Марии Анны Вильгельмины Баден-Баденской (1655—1701), дочери Вильгельма, маркграфа Баден-Бадена.
6 декабря 1701 года принцесса Элеонора вышла замуж за австрийского гофмаршала Адама Франца Карла Евсевия, наследного принца (а позже и принца) фон Шварценберга. Элеонора считалась образованной женщиной, и супруги имели при дворе репутацию богатой и высококультурной пары. От этого брака родилось двое детей:
- Мария Анна Шварценберг (1706—1755), вышедшая замуж за Людвига Георга, маркграфа Баден-Бадена в 1721 году.
- Иосиф I Адам Шварценберг (1722—1782), женившийся на Марии Терезии Лихтенштейнской в 1741 году.

После 21 года брака её муж погиб в результате несчастного случая на охоте на императорской земле близ Брандис-над-Лабем-Стара-Болеслава, ныне располагающегося в Чехии. Он оказался на пути выстрела императора Карла VI, получив смертельную рану. После этого случая император взял сына Элеоноры к себе ко двору в Вене, и ей выплачивалось баронское содержание в размере 5000 гульденов.
Принцесса Элеонора умерла 5 мая 1741 года в венском дворце Шварценберг. Франц фон Герсдорф, врач императора, запросил вскрытие, в результате которого была установлена причина её смерти — рак шейки матки.